# Корзинчасті нейрони

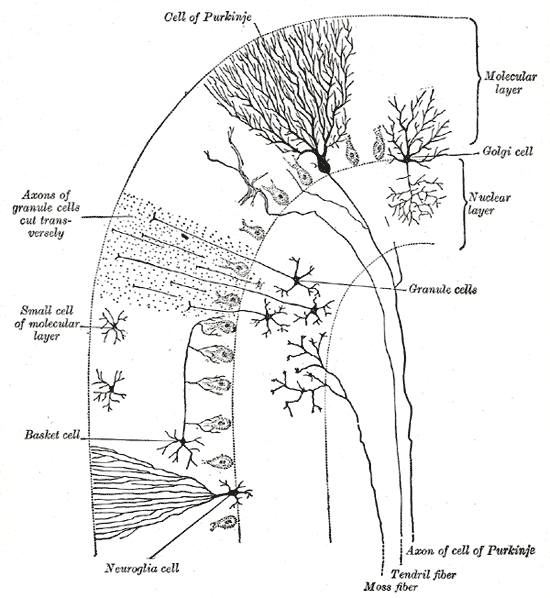
Поперечний переріз мозочка. Корзинчасті нейрони відмічені знизу ліворуч («Basket cell»)

Корзинчасті нейрони — гальмівні ГАМК-ергічні інтернейрони, що містяться в кількох відділах головного мозку, зокрема молекулярному шарі мозочка, гіпокампі та корі. Довгі аксони корзинчастих нейронів утворюють корзиносхожі синапси з тілами клітин Пуркіньє. Корзинчасті нейрони багатополярні, їх дендрити інтенсивно розгалужуються.